# Heliophisma rivularis
Heliophisma rivularis är en fjärilsart som beskrevs av Butler 1875. Heliophisma rivularis ingår i släktet Heliophisma och familjen nattflyn. Inga underarter finns listade i Catalogue of Life.